# Eiersberg
Der Eiersberg ist ein Berg bei Mittelstreu in Unterfranken mit einer Höhensiedlung, gesichert nachgewiesen für die frühe Eisenzeit.

## Geografie
Der Berg ist ein langgezogener Rücken und grenzt mit einem Steilhang an der Ostseite unmittelbar an den Lauf der Streu (ein Nebenfluss der fränkischen Saale) am Ort Mittelstreu.
Am Fuß des Berges gibt es mehrere Quellen mit einer sehr hohen Schüttung, die unmittelbar die Streu speisen.

## Die Höhensiedlung
Die Höhensiedlung ist auf dem Plateau des Berges am östlichen Steilhang zur Streu hin gelegen. Nordseitig schützt ein steiles Tälchen die Anlage. Südwestseitig zum Gelände lässt sich heute noch die Befestigung, ein 130 m langer und bis zu 2 m hoher Wall erkennen. Im Innenraum mit circa 13.000 m² erschließen die Ausgrabungen Häuserreihen, die an der Wallanlage mit ihrer Langseite zur inneren Freifläche hin ausgerichtet sind. Die Nutzung dieser Gebäude erfolgte als Wohnbauten und Speicherbauten.
Neuere Ausgrabungsphasen 1982 und 1985 mit genaueren archäologischen Untersuchungen ergeben für die Höhensiedlung derzeit die folgende Entwicklungsphasen:
- erste Begehungen wahrscheinlich ab den Mesolithikum, dem älteren und besonders dem jungen Neolithikum;
- intensive Besiedlung in der Hallstattzeit;
- größte Ausbauphase im 4. Jahrhundert vor Christus mit einem Ersatz der alten Wälle durch eine Pfostenschlitzmauer und einem fast 17 m breiten Graben
- weitere Nutzungsphase im 7. Jahrhundert nach Christus

Archäologische Funde sind Keramiken, Armringe, Fibeln, Trachtbestandteile, Teile von Metallgegenständen und Teile von Bronzegefäßen. Die Anlage gehört zu den umfassend untersuchtesten Geländedenkmälern der Eisenzeit Unterfrankens.